# El Toro (Six Flags Great Adventure)
El Toro in Six Flags Great Adventure (Jackson, New Jersey, Vereinigte Staaten) ist eine Holzachterbahn vom Modell Prefabricated Wooden Coaster des Herstellers Intamin, die am 12. Juni 2006 eröffnet wurde.
El Toro ist die dritte Achterbahn des Herstellers, die mit der neuen Schienentechnik hergestellt wurde. Sie ist mit ihrer ersten Abfahrt von 76° die zweitsteilste Holzachterbahn der Welt und löste bei ihrer Eröffnung den vorigen Rekordhalter Balder (70°) in Liseberg als die steilste Holzachterbahn der Welt ab.
Als Stationsgebäude wurde das Stationsgebäude der ehemaligen Achterbahn Viper verwendet, die 2004 abgebaut wurde. Die Streckenführung der ersten zwei Drittel hat sehr große Ähnlichkeit mit der Holzachterbahn Colossos im Heide-Park Soltau. Dies liegt daran, dass die bis dato höchste reine Holzachterbahn, Colossos, ein Vorbild beim Bau von El Toro war. Allerdings besteht das letzte Drittel der Strecke bei El Toro aus einem verwundenen Twist-Teil, der aus vielen Hochgeschwindigkeitskurven besteht. El Toro ist aktuell die zweitgrößte und zweitsteilste Holzachterbahn der Welt, jeweils hinter T Express.

## Züge
El Toro besitzt zwei Züge mit jeweils sechs Wagen. In jedem Wagen können sechs Personen (drei Reihen à zwei Personen) Platz nehmen. Dadurch ist eine maximale Kapazität von 1500 Personen pro Stunde möglich.

## Zwischenfälle
Am 29. Juni 2021 kam es zu einer teilweisen Entgleisung eines Zuges, als ein „Upstop-Wheel“ des letzten Wagens, das eigentlich unter der Führungnase der Schiene laufen und ein Abheben des Zuges von der Schiene verhindern soll, auf deren Oberseite geriet. Der Zug kam auf einer Senke auf offener Strecke zum Stehen. Alle Insassen konnten den Zug unverletzt verlassen, es entstanden jedoch starke Schäden an der Anlage. Die Anlage wurde behördlich gesperrt.
Zum Saisonstart im April 2022 wurde die Anlage wieder in Betrieb genommen. Am 25. August 2022 kam es zu einer Unregelmäßigkeit bei der Gleislage im verwinkelten, mit hohen Geschwindigkeiten durchfahrenen Schlussabschnitt, die so heftig war, dass 14 Passagiere eines Zuges beim Durchfahren der Schadstelle durch den Schlag leicht verletzt wurden, fünf Personen kamen mit Rückenschmerzen ins Krankenhaus. Die Bahn wurde ebenfalls wieder behördlich außer Betrieb gesetzt. Eine eingehende Untersuchung ergab, dass im Bereich der Senkung mehrere kraftableitende Holzsteher des Gerüsts beschädigt sind, weshalb sich die Schiene abgesenkt hat. Das Fahrgeschäft wurde für „structurally compromised“ (strukturell beeinträchtigt) befunden und muss einer eingehenden Beurteilung durch Ingenieure, Hersteller und unabhängige Sachverständige  unterzogen werden.

## Fotos

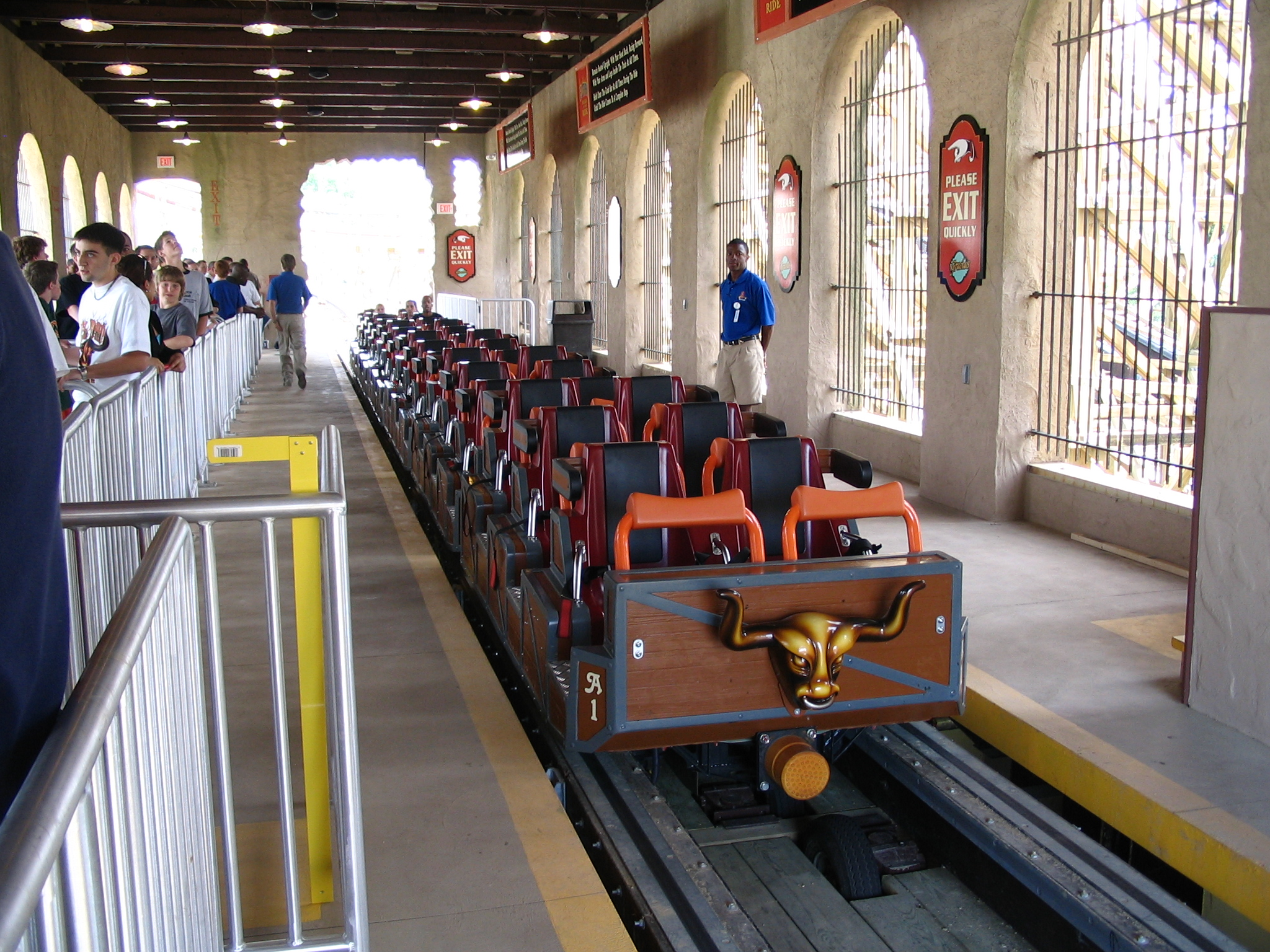
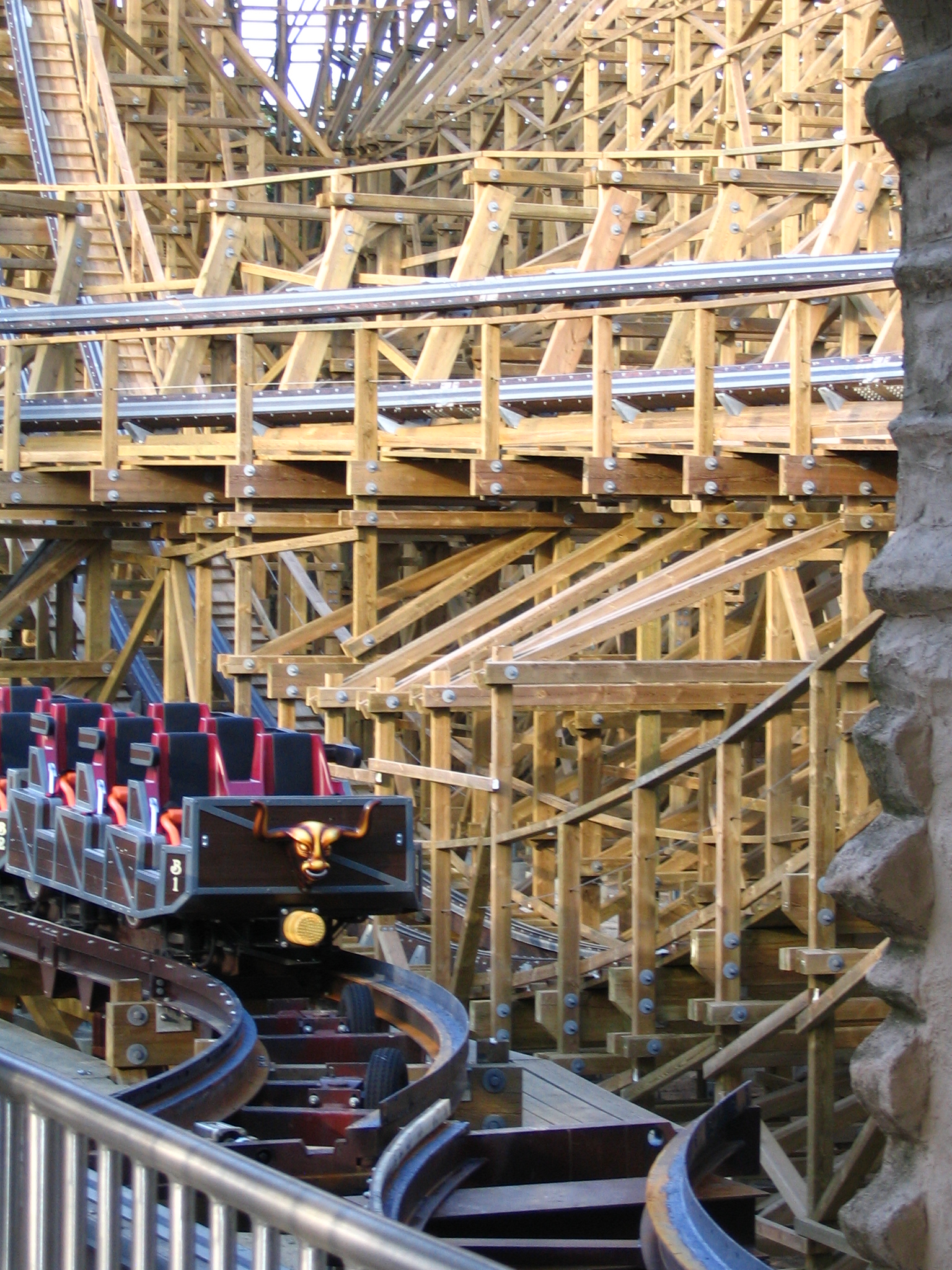